# Jerzy Kossak
Jerzy Maciej Kossak (Krakkó, 1886. szeptember 11. – Krakkó, 1955. május 11.) lengyel realista festő, aki katonai témájú festményekre specializálódott. Wojciech Kossak festőművész fia és Juliusz Kossak festőművész unokája volt, harmadik generációs művész egy ismert és keresett festő-, író- és költőcsaládból.

## Élete
Jerzy Kossak Maria Pawlikowska-Jasnorzewska költőnő és Magdalena Samozwaniec írónő testvére, valamint Simona Kossak biológus és Gloria Kossak festőnő édesapja volt. Már gyermekkorában jelentős művészi tehetségről tett tanúbizonyságot, és nagy reménysége volt a szüleinek. Első kiállítása 1910-ben volt Krakkóban, a Képzőművészeti Baráti Társaság szervezésében. A két háború közötti időszakban a család anyagi helyzetének megmentése érdekében létrehozott műteremben festett. A festészeten kívül a lovassportnak és a vadászatnak szentelte magát. Saját lova volt, részt vett lovas versenyeken, vadászversenyeken.
Kétszer volt házas, első felesége Ewa Kossakowa (született Kaplińska), két lányuk született (az egyikük Maria 1917-ben), majd Elżbieta Dzięciołowska-Śmiałowska, aki Simona és Gloria édesanyja volt. 1955-ben bekövetkezett halála után a Rakowicki temetőben temették el.

## Művészete
A lengyel ulánusokat lovon ábrázoló, többnyire történelmi jelenetek termékeny festője volt, amelyeket általában értékesített, de a második világháború utáni gazdasági válság idején cserekereskedelemre is használta, egészen a lengyelországi sztálinizmus vége előtt bekövetkezett haláláig. Festményei – felmenőinek képeivel együtt – továbbra is a lengyel művészeti aukciókon a legkelendőbbek közé tartoznak.

## Fordítás
- Ez a szócikk részben vagy egészben  a   Jerzy Kossak című angol Wikipédia-szócikk ezen változatának fordításán alapul.  Az eredeti cikk szerkesztőit annak laptörténete sorolja fel. Ez a jelzés csupán a megfogalmazás eredetét és a szerzői jogokat jelzi, nem szolgál a cikkben szereplő információk forrásmegjelöléseként.